# أشرف ربيعي
أشرف ربيعي كانت مقاتلة ثورية إيرانية وعضوًا في حركة مجاهدي خلق الإيرانية، درست المرحلة الثانوية ثم التحقت بالجامعة الصناعية، وحينئذٍ انتسبتْ إلى منظمة مجاهدي خلق، تزوجت رفيقها في منظمة مجاهدي خلق علي أكبر نبوي نوري في عام 1975، قُتل علي أكبر نوري في معركة عام 1976. ثم تزوجت مسعود رجوي زعيم منظمة مجاهدي خلق في صيف 1980. ولهما ابن اسمه مصطفى. اشتركت أشرف ربيعي في حروب عصابات على قوات حكومة الشاه، وسُجنت مدة طويلة في سجن الشاه وكانت آخر سجينة سياسية تخرج من السجن بعد شهرين من سقوط حكومة الشاه، حين فُتحت أبواب السجون. في عام 1980، ترشحت للحصول على مقعد في الانتخابات البرلمانية عام 1980 وحصلت على أصوات، ولم تنجح، وفي 8 فبراير 1982، داهمت قوات الحرس الثوري الإيراني منزل أشرف ربيعي السِرّي في شمال طهران في حي الزعفرانية، وبعد ثلاث ساعات من إطلاق النار، قُتلت مع أعضاء آخرين من مجاهدي خلق بمن فيهم موسى خياباني وزوجته عازار رضائي، مع آخرين. وقد كانت مع موسى خياباني يقودان الخط العسكري للمنظمة. منظمة مجاهدي خلق اختارت تسمية معسكر أشرف على اسم أشرف ربيعي.

## التاريخ الانتخابي
| عام  | انتخاب   | الأصوات | ٪    | مرتبة | ملاحظات |
| ---- | -------- | ------- | ---- | ----- | ------- |
| 1980 | البرلمان | 390683  | 18.3 | 46    | خَسِرتْ    |